# Temax, Chiapas
Temax är en ort i Mexiko.   Den ligger i kommunen Oxchuc och delstaten Chiapas, i den sydöstra delen av landet, 800 km öster om huvudstaden Mexico City. Temax ligger 1 453 meter över havet och antalet invånare är 142.
Terrängen runt Temax är huvudsakligen kuperad, men västerut är den bergig. Terrängen runt Temax sluttar norrut. Runt Temax är det ganska glesbefolkat, med 21 invånare per kvadratkilometer. Närmaste större samhälle är Pantelhó, 19,9 km nordväst om Temax. I omgivningarna runt Temax växer i huvudsak städsegrön lövskog.